# Booster Gold
Booster Gold est un super-héros de DC Comics, créé par Dan Jurgens en février 1986 et dont la première apparition se fit dans sa propre série no 1.

## Biographie fictive
Michael Jon Carter est né au XXVe siècle dans une famille pauvre de Gotham City, avec sa sœur jumelle Michelle. Il reçoit une bourse pour aller à l'université et devient une star du football américain en tant que Quarterback. Son père qui les avait abandonnés revient dans sa vie et lui propose de parier sur ses matchs. Sa carrière de footballeur est brisée, Michael Jon Carter travaille comme veilleur de nuit dans un musée de Super-héros pour vivre.
Mais il décide de voler certains instruments du musée dont la technologie de Brainiac 5 avec l'aide d'un robot Skeets. Booster Gold revient au XXe siècle grâce à la machine à remonter le temps de Rip Hunter. Il fonde sa propre société et invente des instruments pour devenir super-héros.

## Publication
- Booster Gold, no 25, 1986-1988
- Booster Gold Vol 2, no 49, 2007-2011

1. 52 Pick-Up (Booster Gold 2 no 1 à 6)
2. Blue and Gold (Booster Gold 2 no 7 à 10 + 0 + 1 000 000)
3. Reality Lost (Booster Gold 2 no 11-12 et 15 à 19)
4. Day of Death (Booster Gold 2 no 20 à 25 + The Brave and The Bold 3 no 23)
5. The Tomorrow Memory (Booster Gold 2 no 26 à 31)
6. Past Imperfect (Booster Gold 2 no 32 à 38)

- Booster Gold: Futures End, no 1
- Convergence: Booster Gold, no 2, 2015
- Booster Gold / The Flintstones Special, no 1, 2017

## Équipes artistiques
Dan Vado, Marc Campos, Paul Dini, Phil Jimenez, Keith Giffen, J. M. DeMatteis

## Autres médias
- La Ligue des justiciers (voix de Tom Everett Scott VF : Tanguy Goasdoué).
- Batman : L'Alliance des héros (VO :  Tom Everett Scott VF : Jérôme Pauwels).
- DC Universe Online (jeu vidéo 2010)
- Smallville (saison 10, épisode 18) : incarné par Eric Martsolf (en).
- Legends of Tomorrow (saison 7, épisode 13) : incarné par Donald Faison